# Gandzak (ort)
Gandzak (armeniska: Գանձակ) är en ort i Armenien. Innan 8 augusti 1991 hette orten Batikjan (Բատիկյան). Den ligger i provinsen Gegharkunik, i den centrala delen av landet, 50 kilometer öster om huvudstaden Jerevan. Gandzak ligger 1 989 meter över havet och antalet invånare är 3 841.
Terrängen runt Gandzak är kuperad åt sydväst, men åt nordost är den platt. Närmaste större samhälle är Gavar, 4,5 kilometer norr om Gandzak. 
Trakten runt Gandzak består till största delen av jordbruksmark. Runt Gandzak är det ganska tätbefolkat, med 72 invånare per kvadratkilometer.